# Escudo de Ruesga (Cantabria)
El escudo de Ruesga es uno de los símbolos del municipio español de Ruesga en Cantabria, junto a su bandera. Dicho escudo queda organizado de la manera siguiente: escudo partido: 1.º de verde, un báculo episcopal de plata; 2.º cortado: a) de azul, un ancla de oro; b) de gules, una venera de plata; la bordura componada de oro y de veros. Va timbrado con la corona real española.
El escudo fue adoptado en sesión plenaria ordinaria celebrada por el Ayuntamiento el día 29 de noviembre de 1999, después de realizar las modificaciones propuesta por la Real Academia de la Historia, siendo autorizado por el Consejo de Gobierno de Cantabria el día 2 de julio de 2001, previo informe favorable emitido por la mencionada academia el día 11 de mayo de 2001.